# Stantec
Stantec est une entreprise spécialisée dans l’ingénierie en construction. Son siège social est situé à Edmonton.

## Histoire
En 2016, Stantec acquiert MWH pour 793 millions de dollars, entreprise américaine spécialisée dans le secteur de l'eau.

## Principaux actionnaires
Au 21 mars 2020.
| Jarislowsky, Fraser                    | 11,5% |
| Caisse de dépôt et placement du Québec | 9,82% |
| Mackenzie Financial                    | 7,12% |
| Burgundy Asset Management              | 4,64% |
| BlackRock Investments Canada           | 4,32% |
| QV Investors                           | 3,97% |
| Pictet Asset Management                | 2,99% |
| The Vanguard Group                     | 2,71% |
| Impax Asset Management                 | 1,89% |
| Franklin Bissett Investment Management | 1,86% |